# Мис Таяроа

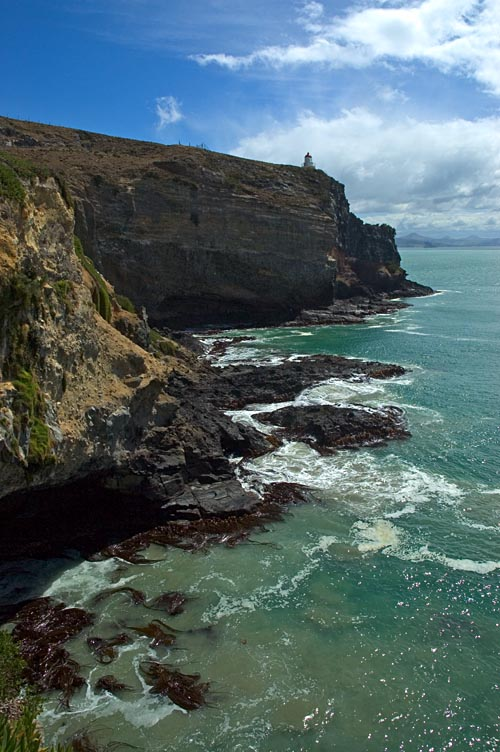
Мис Таяроа

Мис Таяроа (англ. Taiaroa Head) — мис в гирлі затоки Отаго (Нова Зеландія). Мис знаходиться в межах міста Данедін. Найближче поселення, Отакоу, знаходиться за 3 км на південь від мису. На мисі розташований маяк, збудований в 1864 році, та колонія північних королівських альбатросів, що утворилася в 1920-х роках — єдина колонія цих птахів на населеному острові. Також на мисі знаходяться руїни стародівніх прибережних укріплень, заснованих біля 1886 року з ціллю оборони проти можливого нападу росіян. Біля мису на узбережжі затоки розташований невеликий пляж, Пілотс-Біч, де мешкають багато морських тварин, тарих як тюлені. Також на пляжі можна побачити пінгвінів, в тому числі гніздові колонії жовтоглазих пінгвінів, що знаходяться під загрозою зникнення. Територія колонії альбатросів знаходиться під охороною новозеландського департамента охорони природи як національний резерв, вхід на цю територію обмежений. Рядом із резервом знаходиться туристичний центр, звідки до заповідника вирушають тури. Пілотс-Біч також охороняється урядом міста Данедін для використання в рекреаційних цілях.
Мис названий на ім'я Те Матенга Таяроа (маорі: Matenga Taiaroa), який в 19-му століття був вождем маорі племені (іві) Нгаї Таху (Ngai Tahu). На мисі існувало велике поселення (па) маорі під назвою Пукекура (Pukekura), засноване в 1650 році і залишене в 1840-х роках.